# إيتشيرو هوسوتاني
إيتشيرو هوسوتاني (باليابانية: 細谷 一郎) (21 يناير 1946 في هيوغو في اليابان – )؛ هو لاعب كرة قدم ياباني سابق كان يلعب كمهاجم. سبق له أن لعب مع منتخب اليابان.

## وصلات خارجية
- إيتشيرو هوسوتاني على موقع ناشيونال فوتبول تيمز (الإنجليزية)

- National Football Teams
- Japan National Football Team Database